# Terpsiton
Das Terpsiton ist ein Musikinstrument, das berührungslos mit dem ganzen Körper gespielt wird. Die Weiterentwicklung des Theremins entstand in Zusammenarbeit der Tänzerin und Filmemacherin Mary Ellen Bute, des Theremin-Erfinders Leon Theremin und der Musikerin und Tänzerin Clara Rockmore.
Das Instrument wurde nach der griechischen Tanzmuse Terpsichore (von den griechischen Wörtern τέρπω, „Freude“ und χoρός, „Tanz“) benannt.

## Technik
Grundsätzlich funktioniert das Terpsiton wie das Theremin: die elektrische Kapazität des menschlichen Körpers eingebracht in ein elektrisches Feld beeinflusst einen Oszillator. Durch die Schwingungsänderung wird über mehrere Mechanismen eine niedrigfrequente Schwingung erzeugt, und verstärkt, die einen hörbaren Ton ergibt. Anders als beim Theremin wird die Tonhöhe beim Terpsiton nicht nur mit der Hand gesteuert, sondern mit dem ganzen Körper. Die Bewegungen der Tänzer werden in Töne umgewandelt. Beim ursprünglichen Terpsiton, das 1932 entwickelt wurde, fungiert eine Metallplatte unter dem Tänzer als Antenne, jede Körperbewegung verändert die Tonhöhe. Die Lautstärke und die Klangfarbe steuert eine zweite Person außerhalb des Terpsitons.
In späteren Modellen fügte Theremin verschiedenfarbige Lichter hinzu, die es dem Tänzer ermöglichten, auch optisch wahrzunehmen, welche Note er gerade spielt.
Heutzutage ist die ganze Technik in einem kleinen Kästchen versteckt, das mit einer größeren Antenne über dem Tänzer montiert wird.

## Geschichte
Theremin, selbst begeisterter Tänzer, trug die Idee eines durch Tanzen spielbaren Instruments bereits mehrere Jahre mit sich herum, bevor er sich an die konkrete Umsetzung des Terpsitons machte. Konkret an die Entwicklung machte er sich für eine geplante Vorführung seiner Instrumente in der New Yorker Carnegie Hall am 1. April 1932. Theremin suchte lange erfolglos nach einem Tänzer, der in der Lage war, das Terpsiton seinen Ansprüchen gemäß zu spielen, und landete schließlich bei der gut mit ihm befreundeten 20-jährigen Clara Rockmore.
Rockmore, die bereits auf dem Theremin gespielt hatte, genoss die neuen Freiheiten des Instruments. Während auf dem Theremin bereits ein kleiner Unterschied in der Fingerhaltung große musikalische Unterschiede machte, erlaubt das Terpsiton weite, tänzerische Bewegungen. Der erste Auftritt des Terpsitons in der Geschichte wurde von Clara Rockmore vorgetragen, die darauf Bach/Gounods Ave Maria spielte und dabei vom Harfenisten Carlos Salzedo begleitet wurde.
Die Entwicklung des Terpsitons fiel in eine Phase, in der Theremins Stern in der amerikanischen Öffentlichkeit im Sinken war, und so verschwand es für die nächsten Jahre wieder in seiner Werkstatt. 1935 erfolgte der erneute Versuch einer Bühnenanwendung des Terpsitons mit dem American Negro Ballet von Eugene Von Grona. Keiner der Tänzer war in der Lage, reproduzierbar mit dem Terpsiton zu musizieren, Theremin entdeckte auf der Suche nach einer geeigneten Interpretin jedoch die Tänzerin und seine spätere Geliebte Lavinia Williams.
Von Theremin selbst sind neben dem Ursprungsgerät noch zwei gebaute Terpsitons bekannt. Eines baute er 1966–1967 am Moskauer Konservatorium, dieses ist mittlerweile verschollen. Ein zweites baute er in den 1970ern für Lidija Kawina. Dieses ist bis heute erhalten, und damit das einzig bekannte existierende Terpsiton, das Theremin persönlich baute.